# Correcaminos UAT Victoria
Para el equipo de fútbol, véase Correcaminos de la UAT.
Para el equipo de fútbol americano, véase Correcaminos de la UAT (fútbol americano).
Los Correcaminos UAT Victoria es un club que participa en la Liga Nacional de Baloncesto Profesional y en la Liga Nacional de Baloncesto Profesional Femenil representativo de la Universidad Autónoma de Tamaulipas (UAT), con sede en Ciudad Victoria, Tamaulipas, México.

## Historia
Fueron campeones en el 2002 y subcampeones en el 2000.
El equipo de correcaminos uat fue subcampeón en el 2000 y campeones en el 2002 su capacidad de juego es de 2,600

## Jugadores

### Roster
| Correcaminos UAT Victoria Temporada 2025 |    |                           |                                    |
| C U E R P O T É C N I C O                |    |                           |                                    |
| Entrenador                               |    | Bandera de México         | Luis Andrés García Sevilla         |
| Asistente                                |    | Bandera de Estados Unidos | Lewis Laselle Taylor               |
| J U G A D O R E S                        |    |                           |                                    |
| Escolta                                  | 1  | Bandera de Estados Unidos | Qiydar Akil Davis (Baja)           |
| Base                                     | 4  | Bandera de Estados Unidos | Damien Daniels                     |
| Base                                     | 5  | Bandera de Estados Unidos | Roddy Peters Jr.                   |
| Alero                                    | 6  | Bandera de México         | Jesús Iván Ramos (Inactivo)        |
| Escolta                                  | 7  | Bandera de Estados Unidos | Nicholas David Jordan Faust (Baja) |
| Alero                                    | 9  | Bandera de México         | Daniel Antonio Trasviña Martínez   |
| Escolta                                  | 12 | Bandera de Estados Unidos | Taylor Johnson                     |
| Base                                     | 13 | Bandera de Estados Unidos | Vander Lee Blue II                 |
| Ala-pívot                                | 14 | Bandera de México         | Gabriel Vázquez Mejía              |
| Ala-pívot                                | 16 | Bandera de Montenegro     | Matija Jokic (Baja)                |
| Base                                     | 20 | Bandera de Estados Unidos | Alphonso Willis (Baja)             |
| Alero/Ala-pívot                          | 22 | Bandera de Estados Unidos | Branden James Dawson               |
| Escolta                                  | 25 | Bandera de México         | Brayan Antonio Reynaga Rubio       |
| Escolta                                  | 31 | Bandera de México         | Francisco Javier Barrón (Inactivo) |
| Escolta                                  | 32 | Bandera de Estados Unidos | Brandon Lloyd Spearman (Baja)      |
| Ala-Pívot                                | 33 | Bandera de Estados Unidos | Brahin Riley Jr.                   |
| Base                                     | 35 | Bandera de Estados Unidos | Carter Skaggs (Baja)               |
| Pívot                                    | 36 | Bandera de Belice         | Charles García                     |
| Alero                                    | 42 | Bandera de México         | José Erik Vega Lucano              |
| Pívot                                    | 44 | Bandera de Angola         | Teotónio José Pires Dó (Baja)      |
| Escolta                                  | 50 | Bandera de Estados Unidos | Eric Williams Jr. (Baja)           |
| Ala-Pívot                                | 71 | Bandera de Estados Unidos | Jeremy McLaughlin                  |
| = Capitán                                |    |                           |                                    |
| = Lesionado                              |    |                           |                                    |

 =  Cuenta con nacionalidad mexicana. 

### Roster LNBP Femenil
| Correcaminos UAT Victoria Temporada 2025 |    |                                 |                                       |
| C U E R P O T É C N I C O                |    |                                 |                                       |
| Entrenador                               |    | Bandera de México               | Luis Andrés García Sevilla            |
| J U G A D O R E S                        |    |                                 |                                       |
| Base                                     | 0  | Bandera de Estados Unidos       | Jaiamoni Welch-Coleman (Baja)         |
| Ala-pívot                                | 1  | Bandera de México               | Anna Laura Sánchez Heredia (Inactiva) |
| Alera'                                   | 2  | Bandera de Estados Unidos       | Amira Collins (Baja)                  |
| Escolta                                  | 3  | Bandera de Estados Unidos       | Eneily Rodriguez (Baja)               |
| Base                                     | 4  | Bandera de Estados Unidos       | Kennedy Todd-Williams                 |
| Pívot                                    | 5  | Bandera de Bosnia y Herzegovina | Lynetta Kizer                         |
| Pívot                                    | 9  | Bandera de México               | María Begoña Faz Dávalos              |
| Alera                                    | 11 | Bandera de Estados Unidos       | Destiny Littleton                     |
| Ala-pívot                                | 13 | Bandera de México               | Cinthya Cristina Domínguez Martínez   |
| Alera/Ala-pívot                          | 14 | Bandera de México               | Virginia Lizzet González Maldonado    |
| Base                                     | 18 | Bandera de México               | Jessica Yazmín Hernández Vázquez      |
| Base                                     | 23 | Bandera de Estados Unidos       | Jazmine Jones                         |
| Base                                     | 24 | Bandera de Estados Unidos       | Nia Clouden                           |
| Escolta                                  | 25 | Bandera de Estados Unidos       | Asia Durr (Baja)                      |
| Pívot                                    | 28 | Bandera de Estados Unidos       | Dorie Harrison                        |
| Pívot                                    | 33 | Bandera de Líbano               | Trinity Baptiste (Baja)               |
| Base                                     | 35 | Bandera de Estados Unidos       | Chelsea Mitchell                      |
| Ala-Pívot                                | 44 | Bandera de Estados Unidos       | Dre'una Edwards                       |
| = Capitán                                |    |                                 |                                       |
| = Lesionado                              |    |                                 |                                       |

 =  Cuenta con nacionalidad mexicana. 